# Список рыб и круглоротых, занесённых в Красную книгу Туркменистана
Список рыб и круглоротых, занесённых в Красную книгу Туркменистана, — список из видов и подвидов лучепёрых рыб и миног, включённых в третье издание Красной книги Туркменистана (2011).

## История
В первое издание Красной книги Туркменистана (1985), тогда ещё как республики в составе СССР, были включены только позвоночные животные: 27 видов млекопитающих, 35 видов птиц, 30 видов пресмыкающихся, 1 вид земноводных, 8 видов рыб.
Второе издание Красной книги Туркменистана (1999) включало 152 вида животных, из которых лучепёрые рыбы и миноги составляли 13 видов.
Третье издание Красной книги Туркменистана (2011) включает 149 видов животных, из которых лучепёрые рыбы и миноги составляют 15 видов.

## Список видов
Данный список объединяет таксоны видового и подвидового уровня, которые внесены в третье издание Красной книги Туркменистана (2011). Список состоит из русских названий, биноменов (двухсловных названий, состоящих из сочетания имени рода и имени вида) и указанных с ними имени учёного, впервые описавшего данный таксон, и года, в котором это произошло. В четвёртом столбце таблицы для каждого вида приводятся информация о его распространении на территории страны, численности и лимитирующих её факторах. В четвёртом столбце таблицы для каждого вида приводятся информация о его категории природоохранной значимости в Красной книге Туркменистане. В пятом столбце приводятся информация об охранном статусе вида в Международной Красной книге.
Систематика классов, отрядов и семейств приведена по Nelson, 2006. Названия видов приводятся в алфавитном порядке.
Категории природоохранной значимости
Согласно Красному списку МСОП в данном издании Красной книги Туркменистана приняты следующие категории природоохранной значимости видов:
- Категория I (CR). На грани исчезновения — вид (подвид) с интенсивным сокращением численности популяций (более 80 %) и крайне ограниченным ареалом.
- Категория II (EN). Исчезающий — вид (подвид), подверженный сильному сокращению численности популяций (более 50 %), ареал которых интенсивно уменьшается.
- Категория III (VU). Уязвимый — вид (подвид) с низкой численностью популяций (более 30 %) и ограниченным ареалом.
- Категория IV. Редкий — вид (подвид) эндемик, имеющий национальное/региональное значение и известный лишь по нескольким экземплярам (местонахождениям), или реликт (эндемик‑реликт).
- Категория V (DD). Недостаточно изученный — вид, (подвид), численность и ареал которого не стабильны и необходима дополнительная информации о его состоянии.

Обозначения охранного статуса МСОП:
- — виды на грани исчезновения (в критическом состоянии)
- — виды под угрозой исчезновения
- — уязвимые виды
- — виды, близкие к уязвимому положению
- — виды под наименьшей угрозой
- — виды, исчезнувшие в дикой природе
- — виды, для оценки угрозы которым не хватает данных
- — виды не представленные в Международной Красной книге

| Иллюстрация                               | Русское и латинское название, автор таксона                                                 | Ареал на территории Туркменистана. Численность и лимитирующие факторы | Охранный статус в Красной книге Туркменистана | Статус МСОП                                      | Прим.  |
| ----------------------------------------- | ------------------------------------------------------------------------------------------- | --- | --------------------------------------------- | ------------------------------------------------ | ------ |
| Класс Лучепёрые рыбы (Actinopterygii)     |                                                                                             | |                                               |                                                  |        |
| Отряд Осетрообразные (Acipenseriformes)   |                                                                                             | |                                               |                                                  |        |
| Семейство Осетровые (Acipenseridae)       |                                                                                             | |                                               |                                                  |        |
|                                           | Амударьинский большой лопатонос Pseudoscaphirhynchus kaufmanni (Kessler ex. Bogdanov, 1877) | Исторически вид встречался от устья Амударьи до Пянджа. В море рыбы не выходили, но единичные экземпляры могли периодически встречаться в солоноватых водах дельты Амударьи. После зарегулирования стока Амударьи и её притоков ареал вида резко сократился. В конце XX столетия остались только две малочисленные популяции в Вахше и среднем течении Амударьи выше Туркменабада. В настоящее время вид всё ещё относительно обычен в среднем течении Амударьи. Обитает также в верховья Каракум‑реки. Единично большой лопатонос встречался в Ховузханском водохранилище. Во второй половине XX века ареал и численность существенно сократились. Основные лимитирующие факторы: нарушение гидрологического режима Амударьи в результате строительства ирригационных сооружений, гибель молоди в водозаборах и оросительных системах. Охраняется в Амударьинском заповеднике. Вылов запрещён. | II (EN)                                       | Вид на грани исчезновения                        | [ 7 ]  |
|                                           | Амударьинский малый лопатонос Pseudoscaphirhynchus hermanni Kessler, 1877                   | Эндемик Амударьи, являющийся крайне редким видом осетровых рыб. Встречается в среднем течении Амударье, выше посёлка Халач, в районе Керки. Высокоспециализированная придонная речная рыба, приспособленная к обитанию в мутных быстротекущих реках. Держивается глубоких участков русла, где имеются большие камни, глыбы, ямы. В 1970-80‑е годы задокументированы только лишь единичные случаи поимки. В нижнем течении Амударьи практически не встречается. Основные лимитирующие факторы: нарушение гидрологического режима Амударьи в результате строительства ирригационных сооружений. Охраняется в Амударьинском заповеднике. Вылов запрещён. | I (CR)                                        | Вид на грани исчезновения                        | [ 8 ]  |
|                                           | Шип Acipenser nudiventris Lovetzky, 1828                                                    | Распространён в бассейнах Каспийского моря: Восточный и Юго‑Восточный Каспий (повсеместно), Амударья, Каракум-река и её водохранилища, Сарыкамышское озеро. В море от нерестовых рек далеко не уходит и придерживается опреснённых участков предустьев. В Амударью заходит во время периода нерестовых миграций. Численность низкая на всём ареале — попадаются единичные экземпляры. Лимитирующие факторы: зарегулирование и уменьшение стока нерестовых рек, строительство плотин, браконьерский вылов, невысокая природная численность. Охраняется в Хазарском и Амударьинском заповедниках. Вылов запрещён. | I (CR)                                        | Вид на грани исчезновения                        | [ 9 ]  |
| Отряд Сельдеобразные (Clupeiformes)       |                                                                                             | |                                               |                                                  |        |
| Семейство Сельдевые (Clupeidae)           |                                                                                             | |                                               |                                                  |        |
|                                           | Волжская сельдь Alosa volgensis Berg, 1913                                                  | В одних источниках рассматривается как подвид Alosa kessleri и носит название Alosa kessleri volgensis, в других — как самостоятельный вид Alosa volgensis. Населяет бассейн Каспийского моря, а для нереста заходит в реки. Проходная рыба. До зарегулирования стока Волги в 1930-40‑е годы был одним из важнейших промысловых объектов Волго‑Каспийского района. Снижение численности было отмечено в 1950‑х—начале 1960‑х годов. В последние десятилетия численность резко снизилась. Основные лимитирующие факторы: изменение гидрологического режима рек, нарушение путей миграции и условий нереста, загрязнение речных вод, чрезмерный вылов и промысел. Охраняется в Хазарском заповеднике. | II (EN)                                       | Вымирающий вид                                   | [ 11 ] |
| Отряд Лососеобразные (Salmoniformes)      |                                                                                             | |                                               |                                                  |        |
| Семейство Лососёвые (Salmonidae)          |                                                                                             | |                                               |                                                  |        |
|                                           | Белорыбица Stenodus leucichthys leucichthys (Güldenstädt, 1772)                             | Эндемик Каспийского моря, населяющий Восточный и Юго‑Восточный Каспий. Встречается редко. Лимитирующие факторы: ухудшение общей экологической обстановки, интенсивный вылов, загрязнение водоёмов промышленными и сельскохозяйственными отходами. Охраняется в Хазарском заповеднике. Вылов в море запрещён. | III (VU)                                      | Вид, исчезнувший в дикой природе                 | [ 12 ] |
|                                           | Каспийская кумжа Salmo trutta caspius Kessler, 1870                                         | Подвид кумжи Salmo trutta Linnaeus, 1758, населяющий Восточный и Юго‑Восточный Каспий. В последние годы численность резко сократилась. Встречается единично. Основные лимитирующие факторы: зарегулирование стока рек, потеря природных мест нереста. Охраняется в Хазарском заповеднике. Запрещён лов в море. | III (VU)                                      | Вид вне опасности                                | [ 13 ] |
| Отряд Карпообразные (Cypriniformes)       |                                                                                             | |                                               |                                                  |        |
| Семейство Карповые (Cyprinidae)           |                                                                                             | |                                               |                                                  |        |
|                                           | Восточная быстрянка Alburnoides bipunctatus (Bloch, 1782)                                   | На территории Туркменистана обитает подвид Alburnoides bipunctatus eichwaldi (Filippi, 1863). Населяет Верховья Амударьи, бассейны Мургаба (Кашан, Кушка), Теджена, Атрека (Сумбар, Чендир) и речки Копетдага (Кельтечинар, Янбаш, Арчабиль, Алтыяб, Секизяб), водоёмы Каракум‑реки. Пресноводная, преимущественно речная рыба, предпочитающая относительно крупные реки. Населяет чистые, богатые кислородом проточные водоёмы. Современные данные о численности отсутствуют. Основные лимитирующие факторы: исчезновения биотопов в результате гидростроительства, загрязнения и возрастающей эвтрофикацией водоёмов. Охраняется в Копетдагском заповеднике. | II (EN)                                       | Вид вне опасности                                | [ 14 ] |
|                                           | Закаспийская маринка Schizothorax pelzami Kessler, 1870                                     | Ранее вид обитал в бассейнах рек Мургаб и Теджен и в речках Копетдага (Меаначай, Гызгынчай, Кельтечинар, Янбаш, Арчабиль, Алтыяб, Секизяб). В последние годы обнаружен лишь в реках Кушка, Теджен, Алтыяб и Секизяб. Держится по течению рек в придонных слоях на песчано-галечниковом грунте. В большинстве рек Копетдага был многочисленным видов. В первые годы эксплуатации Тедженского водохранилища являлся одним из основных объектов местного рыбного промысла. С 1990‑х годов численность и ареал значительно сократились. Основные лимитирующие факторы: бесконтрольный вылов, ухудшение экологического состояния малых рек Копетдага. Охраняется в Копетдагском заповеднике. | II (EN)                                       | Вид вне опасности                                | [ 15 ] |
|                                           | Кавказский голавль Leuciscus cephalus orientalis Nordmann, 1840                             | Подвид голавля. Населяет реки Атрек, Сумбар, Чендир. Типично речная рыба, предпочитающая чистые, богатые кислородом быстротекущие реки с каменисто-галечниковым грунтом. В 1930-40‑е годы был довольно обычным видом. В 1990-х встречались единичные особи. В 2003 и 2007 годах в реках не встречался. Основные лимитирующие факторы: зарегулирование стока и загрязнение рек. | III (VU)                                      | Вид вне опасности                                | [ 16 ] |
|                                           | Куринский усач Barbus lacerta cyri Filippi, 1865                                            | Населяет бассейн реки Сумбар. Предпочитает участки рек с каменистым или крупнопесчаным дном, и относительно быстром течением. Встречается редко. Последние единичные находки сделаны в 1991 и 1997 годах. Основные лимитирующие факторы: зарегулирование стока и загрязнение рек. Охраняется в Сюнт-Хасардагском заповеднике. | III (VU)                                      | Вид вне опасности                                | [ 17 ] |
|                                           | Плотва узбойская Rutilus rutilus uzboicus Berg, 1932                                        | Подвид обыкновенной плотвы, известный только из водоёмов Туркменистана — озера Ясхан и Топятан (Западный Узбой). Малочисленный подвид, но в настоящее время любительский лов не наносит видимого ущерба популяции. Основные лимитирующие факторы: бесконтрольный вылов, изменение экологии озёр вследствие нарушения гидрологического режима пресноводной Ясханской линзы и прочее антропогенное воздействие. | III (VU)                                      | Вид вне опасности                                | [ 18 ] |
|                                           | Щуковидный жерех Aspiolucius esocinus (Kessler, 1874)                                       | Эндемик бассейна Амударьи: населяет саму реку и её притоки, заходит в Дуебоюнское водохранилище, возможно, верховья Каракум-реки. Предпочитает мутные воды рек и каналов, осветлённых зон и застойных вод избегает. В 1930‑е годы имел промысловое значение. Затем численность повсеместно снизилась, а ареал вида уменьшился. Основные лимитирующие факторы: нарушение гидрологического режима Амударьи, загрязнение речных вод, гибель молоди в водозаборах и оросительных системах, вылов в реках жаберными сетями. Охраняется в Амударьинском заповеднике. Вылов запрещён. | II (EN)                                       | Уязвимый вид                                     | [ 19 ] |
| Семейство Балиториевые (Balitoridae)      |                                                                                             | |                                               |                                                  |        |
| Фотография койтендагского слепого гольца  | Койтендагский слепой голец Troglocobitis starostini Parin, 1983                             | Троглобионт. Один из видов пещерных рыб Центральной Азии и единственный эндемик внутренних водоёмов Туркменистана. Встречается только в подземном озере карстового провала в Койтендаге (восточнее села Гарлык) площадью около 30 м² и глубиной 5-7 м, с чистой прозрачной, немного минерализованной (около 3 г/л) водой, температура которой составляет 22-24 °C. В 1983 году по оценкам в водоёме обитало примерно 150 особей. Осенью 2004 года зарегистрировано только около 20 рыб, в 2010 году — 12 рыб. Основные лимитирующие факторы: нарушение среды обитания и бесконтрольный вылов. Охраняется в Гарлыкском заказнике Койтендагского заповедника. | III (VU)                                      | Уязвимый вид                                     | [ 20 ] |
|                                           | Туркменский голец Schistura sargadensis turcmenicus Berg, 1933                              | Подвид Schistura sargadensis (Nikolskii, 1900). Населяет реки Центрального (Кельтечинар, Чырлак) и Восточного (Меане, Чаче и Душак) Копетдага, Кушка (приток Мургаба). В бассейне Мургаба и реках Восточного Копетдага впервые обнаружен в начале 1990‑х годов. Возможно также населяет реки Харчинган, Лаинсув и Гызгынчай. Численность, вероятно, всегда была незначительной — попадаются единичные экземпляры. Основные лимитирующие факторы: ухудшение экологического состояния малых рек. Охраняется в Копетдагском заповеднике. | III (VU)                                      | Вид не представлен в Международной Красной книге | [ 21 ] |
| Класс Миноги (Petromyzontida)             |                                                                                             | |                                               |                                                  |        |
| Отряд Миногообразные (Petromyzontiformes) |                                                                                             | |                                               |                                                  |        |
| Семейство Миноговые (Petromyzontidae)     |                                                                                             | |                                               |                                                  |        |
| Фотография каспийской миноги              | Каспийская минога Caspiomyzon wagneri (Kessler, 1870)                                       | Эндемик Каспийского бассейна, населяющий Восточный и Юго‑Восточный Каспий. Проходной вид, заходящий для нереста в реки. Единственный представитель миног в бассейне Каспийского моря и фауне Туркменистана. В последние десятилетия численность вида резко сократилась, вследствие чего он встречается редко. Основные лимитирующие факторы: зарегулирование и уменьшение стока нерестовых рек, сооружение плотин и загрязнение водоёмов. Охраняется в Хазарском заповеднике. | IV                                            | Вид, близкий к уязвимому положению               | [ 22 ] |